# José Rogerio Sánchez García
José Rogerio Sánchez García (Valladolid, 1876 - Madrid, 19 de setembre de 1949) va ser un pedagog d'ideologia conservadora, membre de la Comissió Permanent del Consell d'Instrucció Pública i director general d'Ensenyament primari durant la dictadura de Primo de Rivera. Així mateix, Sánchez García va formar part des del 20 d'agost de 1938 de la Comissió Dictaminadora dels Llibres de Text que havien d'usar a les Escoles Nacionals, encarregada de censurar el contingut religiós, moral, patriòtic, pedagògic, científic, literari, tipogràfic i el preu de venda del material escolar. Al febrer de 1940 va ser nomenat pel govern de Francisco Franco, catedràtic de Segona Categoria i director de l'Institut San Isidro de Madrid, a més d'acadèmic de la Reial Acadèmia de Ciències Morals i Polítiques.

## Biografia
Després d'acabar els seus estudis de Filosofia i Lletres, el gener de 1907 aconseguí una plaça de catedràtic de Literatura, a l'Institut de Batxillerat de Guadalajara, on hi va romandre fins que el 31 de desembre de 1910, quan va cessar per traslladar-se a l'Institut de Batxillerat de Terol, però no s'hi incorporà perquè va ser destinat en comissió de serveis a Madrid, on va ser catedràtic de l'Institut San Isidro i de l'Escola Superior de Magisteri. Durant la seva estada a Guadalajara es va presentar a les eleccions municipals com a regidor pel Partit Conservador, però no fou escollit, i participà en la fundació d'un Cercle Obrer Catòlic.
Des del 1916 es va preocupar per millorar la formació pedagògica dels professors de batxillerat, i el 1922 va fundar la revista La Segunda Enseñanza, que des del 1923 seria la portaveu de l'Asociación Nacional de Catedráticos de Instituto amb el nom de Revista de Segunda Enseñanza, i de la que en seria director fins al 1927. També va redactar els llibres de texts de batxillerat Historia de la lengua y literatura españolas, Antología de textos castellanos, Compendio de literatura universal i El teatro poético. En 1924, ja durant la Dictadura de Primo de Rivera, va entrar a formar part de la Comissió Permanent del Consell d'Instrucció Pública i el 1927 va ser nomenat Director General d'Ensenyament Primari.
Malgrat el seu marcat conservadorisme polític, algunes de les seves propostes de renovació pedagògica, coincidien amb determinats plantejaments de l'Institució Lliure d'Ensenyament. El 1933 va sol·licitar a la Junta d'Ampliació d'Estudis una pensió per a estudiar l'organització del Segon Ensenyament a Bèlgica i Holanda, beca que li va ser concedida, tot i haver recolzat la seva petició en què portava anys dedicat a l'estudi d'aquests temes sense haver percebut cap ajuda per això, si bé va oblidar esmentar que havia ocupat càrrecs polítics remunerats.
En esclatar la guerra civil espanyola va donar suport al bàndol nacional. Des del 20 d'agost de 1938 va formar part de la Comissió Dictaminadora dels Llibres de Text que s'havien d'usar a les Escoles Nacionals, juntament amb Alfonso García Valdecasas, Tiburcio Romualdo de Toledo, Javier Lasso de la Vega, José Ibáñez Martín, José María Albareda Herrera i José Oñate Guillén, encarregada de dictaminar el contingut religiós, moral, patriòtic, pedagògic, científic, literari, tipogràfic i el preu de venda del material escolar, és a dir censurar els llibres de text.
El febrer de 1940 fou nomenat catedràtic de Segona Categoria i director de l'Institut San Isidro de Madrid. El mateix any fou escollit acadèmic de la Reial Acadèmia de Ciències Morals i Polítiques.

## Obres
- 'Nueve cuentos, 1900,
- Viaje perdido i La confesión de Fray Lamberto, novel·les curtes publicades al volum Los tristes destinos el 1911.